# 105 av. J.-C.
Cette page concerne l'année 105 av. J.-C. du calendrier julien proleptique.

## Événements
- 13 octobre 106 av. J.-C. (1er janvier 649 du calendrier romain) : début à  Rome du consulat de Cnaeus Mallius Maximus et Publius Rutilius Rufus[1].
  - Les combats de gladiateurs sont officialisés et introduits dans les jeux publics à  Rome[2].
- Septembre : Sylla, questeur de Caius Marius entraîne Bocchus, roi de Maurétanie, à trahir et à livrer Jugurtha aux Romains. Celui-ci est conduit à Rome, incarcéré à la prison du Tullianum où il est étranglé quelques jours plus tard en janvier 104 av. J.-C. Fin de la guerre de Jugurtha : Marius fixe les conditions de paix. Le territoire de Bocchus est étendu à une partie du territoire numide correspondant à l’Oranie, et Gauda, fils de Mastanabal devient roi de Numidie[3]. Les rois numides deviennent de fait des vassaux de Rome.

- 6 octobre : les Cimbres, les Teutons, les Ambrons et les Tigurins remportent une grande victoire sur les  Romains du proconsul  Quintus Servilius Caepio et du consul Cnaeus Mallius Maximus à la  bataille d'Arausio (Orange). Les Cimbres entrent en Hispanie d’où ils sont rapidement expulsés par les Celtibères. Les Teutons et les Helvètes restent en Gaule qu’ils continuent de piller[4].

- À la mort de  Jean Hyrcan Ier, son fils aîné Aristobule (ou Judas) Philhellène, grand prêtre juif asmonéen, prend le titre de roi de Judée (fin de règne en 104 av. J.-C.). Il fait emprisonner la plupart de ses frères ainsi que sa mère, qui meurt en prison, et fait assassiner son frère Antigone au retour d’une campagne militaire en Galilée[5]. La  Galilée centrale et l’Iturée sont rattachées au royaume hasmonéen et leurs habitants soumis à la Loi juive[6].

## Naissances
- Ateius Praetextatus, écrivain, enseignant et philologue romain.
- Marcus Atius Balbus, homme politique romain.

## Décès
- Jean Hyrcan Ier, roi de Judée.